# Episodi di Mrs. Columbo (prima stagione)
La prima stagione della serie televisiva Mrs. Columbo è stata trasmessa sul canale statunitense NBC dal 26 febbraio al 29 marzo 1979.
In Italia la serie è inedita.
| nº | Titolo originale        | Titolo italiano | Prima TV USA     | Prima TV Italia |
| -- | ----------------------- | --------------- | ---------------- | --------------- |
| 1  | Word Games              |                 | 26 febbraio 1979 |                 |
| 2  | Murder Is a Parlor Game |                 | 1º marzo 1979    |                 |
| 3  | A Riddle for Puppets    |                 | 15 marzo 1979    |                 |
| 4  | Caviar with Everything  |                 | 22 marzo 1979    |                 |
| 5  | A Puzzle for Prophets   |                 | 29 marzo 1979    |                 |